# Piotrowo (powiat włocławski)
Piotrowo – kolonia w Polsce położona w województwie kujawsko-pomorskim, w powiecie włocławskim, w gminie Chodecz.
W latach 1975–1998 miejscowość administracyjnie należała do województwa włocławskiego.